# میترویتسا
میترویتسا (به آلبانیایی: Mitrovicë) یا کوسوفسکا میترویتسا (به صربی: Косовска Митровица) شهری در منطقه میترویتسا کشور کوزوو است که در سرشماری سال ۲۰۱۱ میلادی، ۷۱٬۱۶۲ نفر جمعیت داشته‌است.